# 日本入侵缅甸
日本入侵緬甸是第二次世界大戰東南亞戰場緬甸戰役的開端，這場戰役從1942年持續到1945年，歷時四年。在戰役的第一年（1941年12月至1942年中期），日本軍隊（在泰國西北軍和緬甸叛軍的協助下）將英國和中國軍隊趕出緬甸，隨後開始對緬甸佔領，並成立了一個名義上獨立的緬甸行政政府。

## 背景

### 英国在缅统治
在第二次世界大戰爆發之前，緬甸是大英帝國的一部分，經歷了19世紀的三次英緬戰爭後逐步被佔領和併吞。最初，緬甸作為英屬印度的一部分進行統治，但在《1935年印度政府法案》下，緬甸被組建為一個獨立的殖民地。在英國統治下，經濟發展迅速，但佔多數的緬族社群日益不安。他們關心的問題包括引進印度工人來為許多新興產業提供勞動力，以及隨著土地被用於出口作物種植或抵押給印度放債人，傳統社會在鄉村地區的消失。獨立壓力不斷增長。當緬甸遭受攻擊時，緬族不願意為保衛英國當局出力，許多人紛紛加入支持日本的運動。

### 英国的防御
英國為防衛其遠東屬地所制定的計劃包括建設連接新加坡和马来亚與印度的機場。然而，這些計劃並未考慮到英國同時也在與德國交戰的事實，因此當日本參戰時，缺乏足夠的兵力來保衛這些屬地。緬甸被視為軍事上的「偏僻地區」，不太可能受到日本的威脅。
駐緬甸軍隊指揮官湯瑪斯·赫頓湯瑪斯·赫頓中將，其總部設在仰光，僅有第17印度步兵師和第1緬甸師來防衛該國，儘管預期會得到蔣介石領導下的中國國民政府的幫助。在戰爭期間，英屬印度軍隊從戰時的20萬人擴充了超過十二倍，但在1941年末，這種擴充意味著大多數部隊訓練不足且裝備不良。大多數情況下，駐緬印度部隊所接受的訓練和裝備是為了西部沙漠戰役或印度西北邊境的作戰，而不是在叢林中。組成第1緬甸師的緬甸步槍隊營原本是從緬甸的少數民族族群（如克倫族）中徵募的內部安全部隊。他們也迅速擴大，湧入了許多緬族士兵，但裝備短缺，主要由新兵組成。

### 日本的计划
日本參戰的主要目的是獲取原材料，特別是從歐洲（尤其是荷蘭）在東南亞的屬地獲取石油，這些地區因歐洲戰爭的影響而防禦薄弱。他們的計劃包括攻擊緬甸，部分原因是緬甸本身的自然資源（包括葉楊油田周圍的一些石油，以及鈷等礦物和大量的稻米），但也是為了保護對馬來亞和新加坡主要攻擊的側翼，並提供一個緩衝區來保護他們打算佔領的領土。
另一個因素是1938年建成的緬甸公路，該公路將仰光港鐵路終點站腊戍與中國的雲南省連接起來。這條新建成的公路被用來向蔣介石領導的中國國民黨軍隊運送援助物資和軍需品，這支軍隊已經與日本人作戰多年。日本人自然希望切斷這一聯繫。
在寺內壽一大將的總指揮下，南方遠征軍負責東南亞的所有軍事行動。由飯田祥二郎中將指揮的日本第十五軍最初被賦予佔領泰國北部的任務，泰國已於1941年12月21日與日本簽署了友好條約，並從德那沙林山脈進攻緬甸南部的德那沙林省。該軍包括備受推崇的第33師團和第55師團，儘管兩個師團因派遣部隊參加其他行動而在數週內實力減弱。

### 缅甸叛乱分子
隨著戰爭威脅的增加，日本試圖與緬甸的潛在盟友建立聯繫。1940年底，緬甸學生運動活動家昂山在廈門與鈴木敬司接觸，並前往日本進行會談。他和其他幾位志願者（即三十志士）後來在海南島接受了密集的軍事訓練。緬甸獨立軍於1941年12月28日在泰國曼谷正式成立。該軍隊最初由227名緬甸人和74名日本人組成，但一旦他們作為日本主要入侵的一部分越過緬甸邊境後，很快就由大量的志願者和新兵增援。

## 日军占领仰光

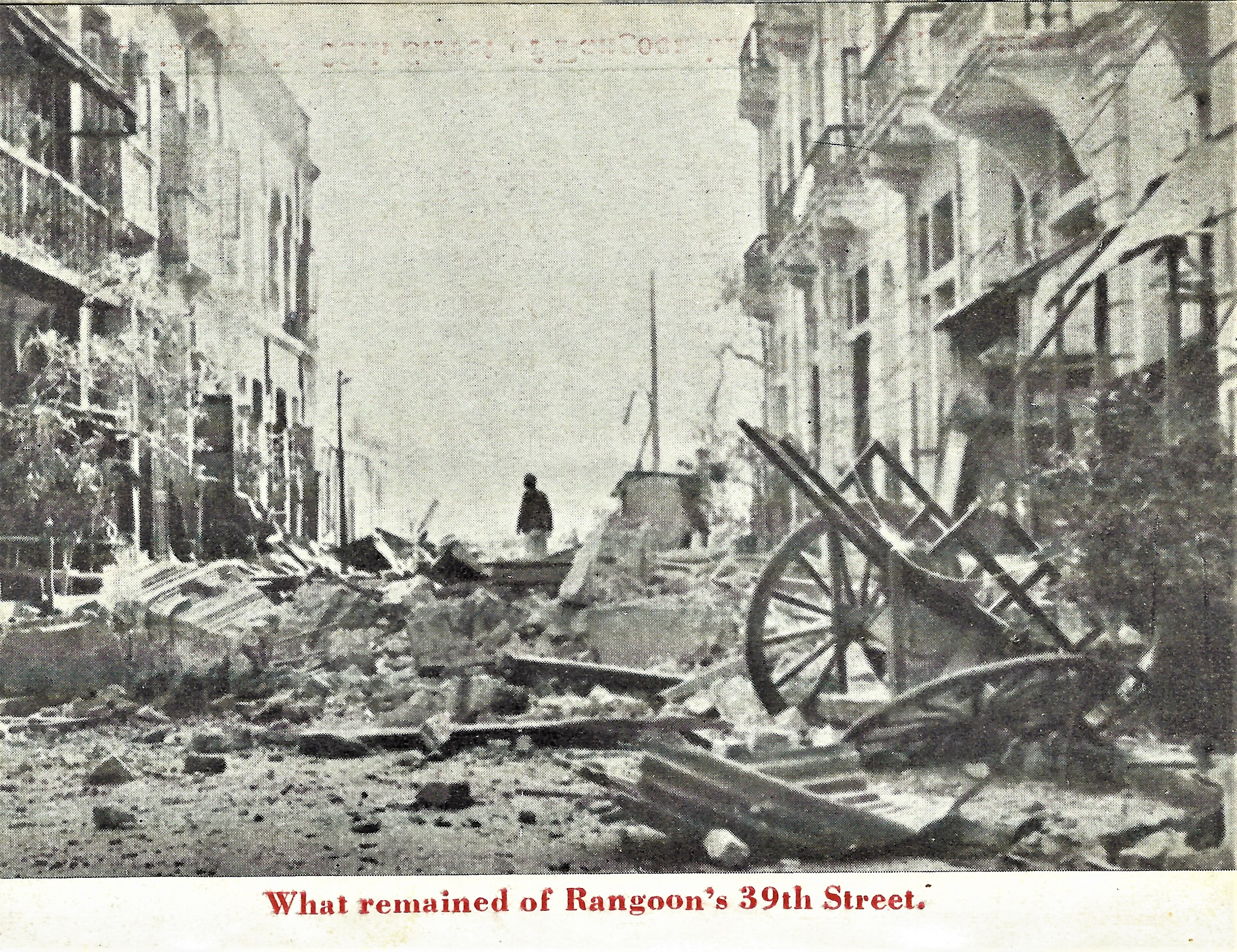
1941年12月军空袭仰光的破坏情况

1941年12月22日，駐曼谷的日本第55師團在古賀武將中將的率領下，奉命越過緬甸邊境，攻佔毛淡棉。到1月17日，該師團已抵達湄索，準備進攻考克列克，隨後向毛淡棉前進。1942年1月22日，英軍撤離梅爾古伊。根據路易斯·艾倫的記述，“到1942年1月23日，德那沙林南部的三個重要機場——土瓦、梅爾古伊和維多利亞角——都已落入日本人手中，現在可以為對仰光的每次轟炸襲擊提供戰鬥機掩護。”
仰光最初在抵禦日本空襲方面相對成功，由少數英國皇家空軍分隊和美國志願集團（更廣為人知的名稱是“飛虎隊”）的一個中隊增援。大多數機場位於仰光和軸心國進攻之間，隨著日本人獲得德那沙林的機場使用權，仰光機場能夠得到的攻擊預警越來越少，並且變得越來越難以防守。
1942年1月22日，日本第55師團的主力部隊開始從泰國的拉亨越過考克列克隘口向西發起主要進攻。守衛這條路線的第17印度師第16印度步兵旅倉促向西撤退。日本師團推進到薩爾溫江口的毛淡棉，該地由第2緬甸步兵旅駐守。這個位置幾乎無法防守，因為其後方有近1.5英里（2.4公里）寬的薩爾溫江。第2緬甸旅被壓縮在越來越狹窄的防線內，最終在1月31日乘渡輪撤過河後，遺棄了大量物資和裝備。部分部隊被留在毛淡棉，不得不過河。

### 引注
1. 1 2  Bradford 2006，第221頁.
2. 1 2  紀念七七抗戰六十週年學術硏討會籌備委員會 1998，第240頁.
3. 1 2  Facts on File: World War II in the China-Burma-India theater （页面存档备份，存于） 檢索於2016年3月20日
4. ↑  Bayly & Harper 2005，第170頁.
5. ↑  Seekins 2006，第123–126, 354頁.
6. ↑  Reynolds 1994，第116頁.
7. 1 2 3  Japanese conquest of Burma, December 1941 – May 1942 檢索於2016年3月20日
8. ↑  McLynn 2011，第67頁.
9. 1 2  Allen 1984，第638頁.
10. ↑  Tucker 2003，第122頁.
11. ↑  Beevor 2012，第309頁.
12. ↑  Zaloga 1999，第14頁.
13. ↑  空軍六十週年紀念版：《飛虎隊》 第33頁 檢索於2016年3月20日
14. ↑  Grant & Tamayama 1999，第380頁.
15. ↑  Black 2016，第108頁.
16. ↑  Allen 1984，第13–15頁
17. ↑  Allen 1984，第9頁
18. ↑  Bayly & Harper 2005，第81–96頁
19. ↑  Jackson 2006，第387–388頁
20. ↑  Allen 1984，第6–7頁
21. ↑  Bayly & Harper 2005，第3, 8, 14頁
22. ↑  Bayly & Harper 2005，第174頁
23. ↑  Allen 1984，第23–28頁
24. ↑  Allen 1984，第24–35頁